# Itilleq
Itilleq (zastarale Itivdleq) je osada v kraji Qeqqata v Grónsku. V roce 2017 tu žilo 70 obyvatel, takže je to nejmenší obydlená osada kraje Qeqqata. Byl založen v roce 1847. Hlavními povoláními obyvatel jsou lov a rybolov.

## Počet obyvatel
Počet obyvatel Itillequ byl v posledních dvou desetiletích stabilní, od roku 2007 ale klesá.